# Слаботочная система
Слаботочная система (система слабых токов) — техническая система, выполняющая функции сбора, обработки и передачи информации, функционирование элементов которой в её границах обеспечивается слабыми электрическими токами. Термин «слаботочная» не определяется конкретной величиной тока и используется, когда токи элементов или проводников по каким-либо конкретным обстоятельствам считаются слабыми:п.7. Сеть слаботочной системы является технической сетью электросвязи. Слово слаботочный используется не только как специальный термин, но и входит в русский литературный язык, к слабым токам в этом случае относятся токи, имеющие небольшую мощность, энергию, незначительные по своему действию.

## «Слабый ток» в кибернетике
Норберт Винер писал: «В электротехнике существует разделение на области, называемые в Германии техникой сильных токов и техникой слабых токов, а в США и Англии — энергетикой и техникой связи». Понятие «слабый ток» часто противопоставляют понятию «сильный ток». Различие сильноточной и слаботочной техники не в силе тока или мощности устройства, а в целевом назначении. Радиовещательный передатчик может быть в тысячи раз мощнее электропривода станка. Задача слаботочной техники — точно воспроизвести на приёмном конце форму сигнала. Потери энергии при этом интересуют во вторую очередь. В случае с сильноточной техникой в первую очередь ставится задача уменьшения потери энергии при передаче.

## История
В СССР первоначально был распространён термин «электрослаботочная промышленность», поскольку исторически промышленность была связана именно с Германией, однако с середины 30-х годов в терминологии стали больше использоваться радио и связь. В середине 60-х годов в СССР произошло окончательное разделение предприятий электрослаботочной промышленности по отдельным министерствам.
В дореволюционной России электротехническую промышленность делили на двенадцать основных сегментов. Преобладающими было производство оборудования для сильных и слабых токов, кабельное и аккумуляторное производства. Наиболее прочные позиции занимало электрослаботочное производство.:7 Уже тогда электрослаботочная отрасль имела высокотехнологичный и наукоёмкий характер. Отрасль включала в себя производство телефонной, телеграфной и радиоаппаратуры.:8

## Техника
В большинстве случаев при использовании проводных слаботочных систем используются токи не более 100 мА. К системам слабых токов также относят волоконно-оптические системы несмотря на то, что в качестве переносчика информации используется свет.:4